# 幽灵贡多拉
《幽灵贡多拉》（義大利語：La gondola fantasma）是意大利儿童文学作家贾尼·罗大里所著的童话小说。

## 简介
贡多拉是威尼斯古城的传统划船。故事围绕着被关押在威尼斯监狱的巴格达哈里发之子——穆斯塔法的故事，描绘了不同人物在这场营救闹剧中的不同立场和表现，勾勒出一副中世纪威尼斯水城的众生像。

## 出版
1955年在儿童杂志上连载，1978年出版成书。

## 中文译本
- 贾尼·罗大里; 沈苑苑（图）. . 罗大里经典作品丛书. 由王蕊 / 孙傲翻译. 中国少年儿童出版社. 2013年1月. ISBN 9787537620147.